# 凯撒埃格山
46°39′9″N 7°19′9″E / 46.65250°N 7.31917°E

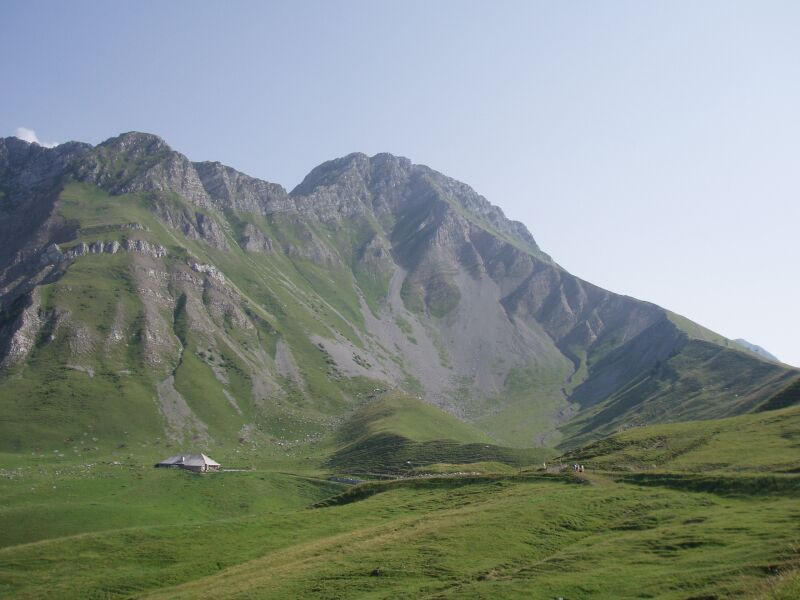

凯撒埃格山（Kaiseregg）是瑞士的山脈，位於該國西部，橫跨弗里堡州、伯恩州和沃州，海拔高度1,935米，每年平均降雨量1,471毫米，山體由石灰岩組成。